# Шантирь Антон Ігорович
Шантирь Антон Ігорович (25 квітня 1974) — російський велогонщик.
Срібний призер Олімпійських Ігор 1996 року в командній гонці переслідування, учасник 2000 року.